# Sätergläntan

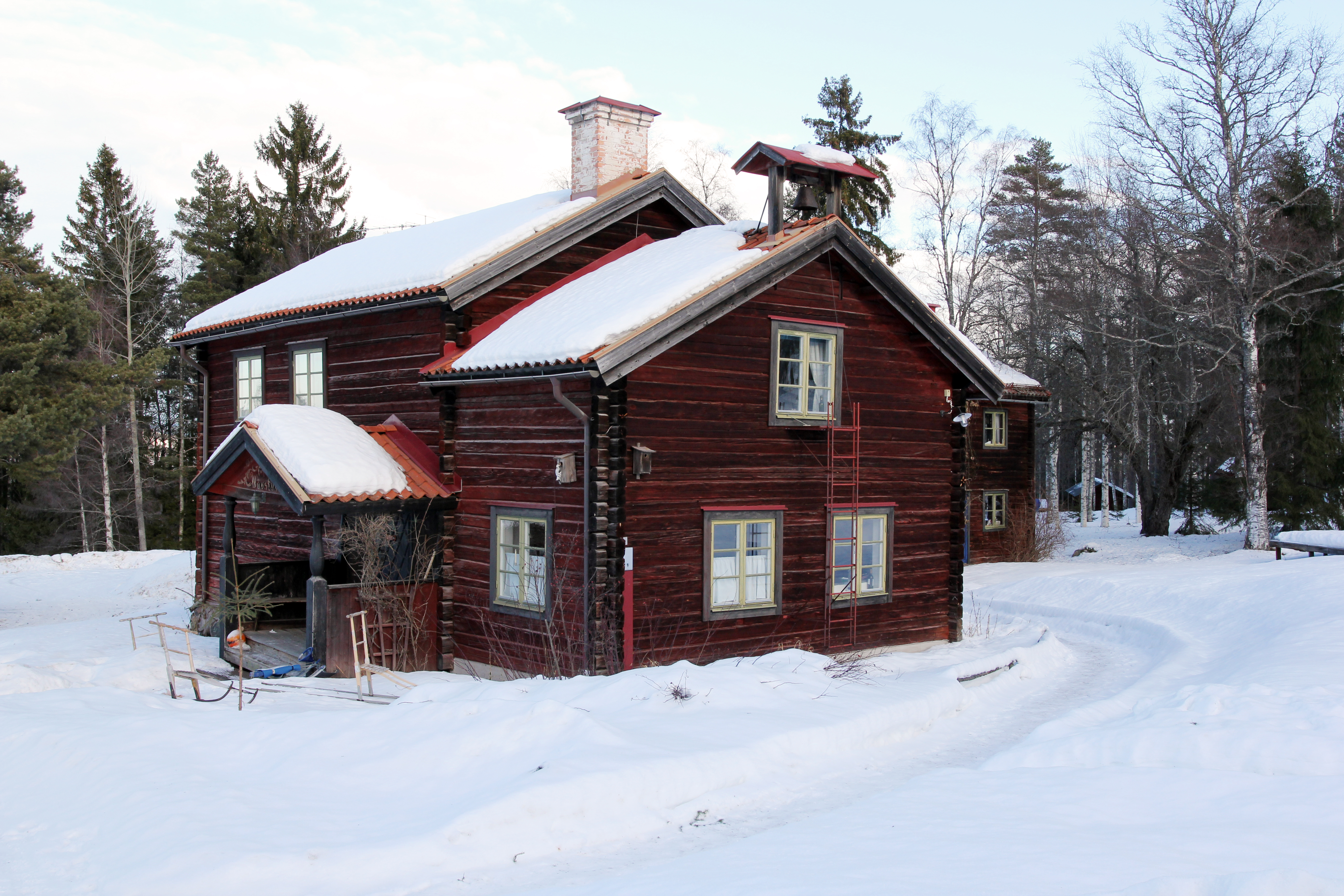
Sätergläntan, vävstugan.

Sätergläntan, "Institutet för slöjd och hantverk", är utbildningssäte med inriktning på konsthantverk och slöjd beläget i Insjön i Dalarna. Sätergläntan bedriver heltidsutbildningar i slöjd och hantverk på upp till 3-årsutbildningar i smide, vävning, sömnad och trähantverk och dessutom kortkurser inom slöjd och hantverk. Många av utbildningarna är konst- och kulturutbildningar under tillsyn av Myndigheten för yrkeshögskolan.
Som kulturinstitution arbetar Sätergläntan för att bevara, utveckla och förnya äldre slöjdtraditioner.Sätergläntan var från början en kombinerad vävskola, pensionat och hemslöjdsbutik som grundades 1922 av två systrar, Elsa och Wilma Långbers, med syftet att gynna svensk slöjdtradition och att skapa arbetstillfällen. Systrarna lät flytta och föra samman äldre byggnader från trakten och skapade så en gårdsbebyggelse av genuina dalahus och härbren som blev Sätergläntans vävstugor och bostäder. År 1934 övertog Handarbetets vänner Sätergläntan och sedan 1964 är Hemslöjden, Svenska Hemslöjdsföreningarnas Riksförbund, dess huvudägare. De äldre byggnaderna har kompletterats med nya studentbostäder och verkstäder.